# Johann Reinhard Blum

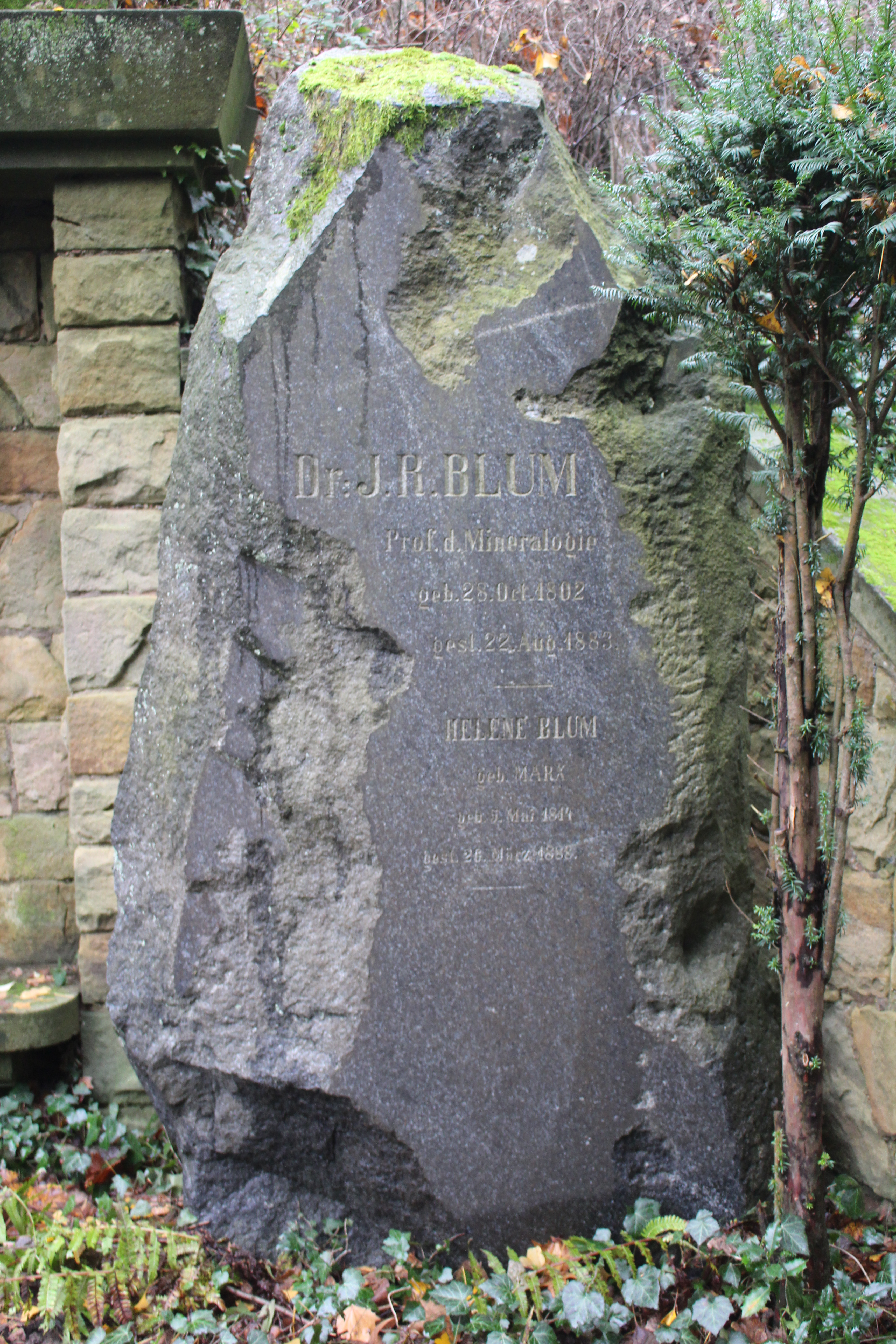
Sepultura de J. R. Blum no Bergfriedhof de Heidelberg.

Johann Reinhard Blum (Hanau, 28 de outubro 1802 — Heidelberg, 21 de agosto 1883), mais conhecido por Reinhard Blum, foi um mineralogista alemão que se notabilizou como pioneiro no estudo dos pseudomorfos.

## Biografia
Reinhard Blum era filho de Friedrich Karl Blum, funcionário público e político em Hanau. Entre 1821 e 1825, Blum estudou Ciência Cameralística, uma forma de contabilidade e administração pública, nas universidades de Heidelberg e Marburg. Em seguida, começou a estudar mineralogia na Universidade de Heidelberg, onde obteve o doutoramento em 1828 e depois a habilitação. Em 1838, foi nomeado professor associado de mineralogia na Universidade de Heidelberg. Em 1856 foi promovido a professor catedrático de mineralogia naquela Universidade. Durante muitos anos, foi diretor da coleção de minerais da Universidade. Reformou-se em 1877.
Foi membro da Gesellschaft Deutscher Naturforscher und Ärzte (Sociedade dos Cientistas Naturais e Médicos Alemães) e sócio fundador da Oberrheinischer Geologischer Verein (Sociedade Geológica do Alto Reno).
Blum notabilizou-se ela sua investigação pioneira de pseudomorfos, sendo autor de uma obra de referência sobre o assunto, intitulada Die Pseudomorphosen des Mineralreichs (1843). Nos seus estudos sobre as origens dos pseudomorfos, foi um dos primeiros a demonstrar a importância da química em vários processos de pseudomorfia. Em 1861 descreveu o mineral rösslerite, nomeado em homenagem ao seu descobridor, Karl Rössler.
Com o químico Friedrich Wilhelm Hermann Delffs, descreveu a leonhardite, nome dado a uma laumontite opaca e parcialmente desidratada.
Blum foi membro das associações estudantis (corp) Hassia Heidelberg (1821) e Hassia Marburg (1824). Foi condecorado com a Ordem do Leão de Zähringen (1858: cruz de cavaleiro de 1.ª classe, 1878: comendador de 2.ª classe). A sua sepultura está situada no Heidelberger Bergfriedhof. Foi eleito membro da American Philosophical Society em 1882.
Johann Reinhard Blum foi casado com Helene Marx (1814-1888) desde 1843. O casal teve um filho e uma filha. O historiador Karl Ludwig Blum (1796-1869) era irmão de Blum.

## Obras
Entre muitas outras, é autor das seguintes publicações:
- Die Schmucksteine und deren Bearbeitung. Mohr, Heidelberg 1828, Inauguralabhandlung, urn:urn:nbn:de:bvb:12-bsb10842635-0:{{{2}}}.
- Lehrbuch der Oryktognosie. E. Schweizerbart’s Verlagshandlung, Stuttgart 1833, urn:urn:nbn:de:bvb:12-bsb10706603-0:{{{2}}}, quarta edição: Lehrbuch der Mineralogie (Oryktognosie). 1874, urn:urn:nbn:de:bvb:12-bsb11347077-7:{{{2}}} - manual de orictognosia (um antigo nome para mineralogia).
- Taschenbuch der Edelsteinkunde für Mineralogen, Techniker und Juweliere (como editor, 1834) – gemologia para mineralogistas, técnicos e joalheiros.
- Lithurgik oder Mineralien und Felsarten nach ihrer Anwendung in ökonomischer, artistischer und technischer Hinsicht systematisch abgehandelt. E. Schweizerbart’s Verlagshandlung, Stuttgart 1840, urn:urn:nbn:de:bvb:12-bsb11272133-5:{{{2}}} - uma mineralogia económica pormenorizada.
- Die Pseudomorphosen des Mineralbereichs. E. Schweizerbart’s Verlagshandlung, Stuttgart 1843, urn:urn:nbn:de:bvb:12-bsb10315509-2:{{{2}}} - pseudomorfos do reino mineral; a magnum opus de Blum.
- Dritter Nachtrag zu den Pseudomorphosen des Mineralreichs, 1863 – terceira adenda sobre os pseudomorfos do reino mineral.
- Die Einschlüsse von Mineralien in Krystallisirten Mineralien, 1854 –  as inclusões de minerais em minerais cristalizados.[4]
- Grundzüge der Mineralogie und Geognosie. Franckh, Stuttgart 1850, urn:urn:nbn:de:bvb:12-bsb10706618-1:{{{2}}}.
- Handbuch der Lithologie oder Gesteinslehre. Enke, Erlangen 1860, urn:urn:nbn:de:bvb:12-bsb10283041-9:{{{2}}} - manual de litologia.
- Das Mineraliencabinet der Universität Heidelberg. Heidelberg 1869.
- Die mineralien nach den krystallsystemen geordnet, 1866 – minerais ordenados de acordo com o sistema cristalino.[14]